# Hyposoter postcaedator
Hyposoter postcaedator är en stekelart som beskrevs av Aubert 1964. Hyposoter postcaedator ingår i släktet Hyposoter och familjen brokparasitsteklar. Inga underarter finns listade i Catalogue of Life.